# 施韋格斯
施韋格斯是奥地利下奥地利州茨韦特尔县的一个市镇。总面积58.65平方公里，总人口2014人，人口密度34.3人/平方公里（2005年）。